# 8400 Tomizo
8400 Tomizo è un asteroide della fascia principale. Scoperto nel 1994, presenta un'orbita caratterizzata da un semiasse maggiore pari a 2,5968678 UA e da un'eccentricità di 0,1959187, inclinata di 13,79631° rispetto all'eclittica.